# Louin
Louin é uma comuna francesa na região administrativa da Nova Aquitânia, no departamento de Deux-Sèvres. Estende-se por uma área de 20,56 km². Em 2010 a comuna tinha 710 habitantes (densidade: 34,5 hab./km²).